# 奥津国道
奥津 国道（おくつ くにみち、1932年 - 2016年）は、日本の画家。

## 概要
日本の画家で、水彩画が高く評価されている。1952年に、二科展へ入選を果たしているが、しばらくは画家としてでなく美術担当の会社員として長い間活躍していた。一般大衆誌の「平凡パンチ」の表紙を手がけて、その「作品」を多くの人が目を通すに至った。職業の画家としての作品も、数多く手がけていて、1980年ごろより精力的に個展を開催している。
最近では、一般向けの水彩画指導の本「水彩画プロの裏ワザ」シリーズを出版していて、生涯学習として水彩画を手がける人から重宝されている。

## 略歴
1932年、神奈川県秦野市に生まれる。1945年、神奈川県下の私立湘北中学校に入学するが、在学中、美術教師の藤井白映に絵の才能を見出されて指導を受ける。
1949年、宮永岳彦に師事する。1950年、松坂屋銀座店宣伝部の下請けの「浅野装工社」に入社する。1952年、二科展に入選する。その年に、小田原市展市長章を受賞する。その年に、東横百貨店に入社し、ポスター製作を手がける。1953年、ユニヴァーサル映画に入社し、映画のポスターなどの美術を担当する。1955年、嘱託として平凡出版のアートディレクターとなる。1972年、「平凡パンチ」「アンアン」の表紙の責任者となる。1973年、初の個展を開催する。1978年、「現代の裸婦展」奨励賞受賞する。1979年、「週刊読売」の表紙画を担当する。
2002年、「水彩画プロの裏ワザ」を出版する。この本は好評となり、シリーズとして続くこととなる。

## 著作・画集
「水彩画プロの裏ワザ」シリーズ
- 水彩画プロの裏ワザ　講談社　2002年5月24日　ISBN 978-4062683692
- 水彩画プロの裏ワザ　PartⅡ　講談社　2004年3月13日　ISBN 978-4062683920
- ドリル版 水彩画プロの裏ワザ 講談社　2005年8月30日　ISBN 978-4062692564
- ドリル版　水彩画プロの裏ワザ　日本を描く（1）倉敷編　講談社　2006年3月23日　ISBN 978-4062692595
- 水彩画プロの裏ワザ フランスを描く モンサンミッシェル編 ドリル版 講談社　2006年6月27日　ISBN 978-4062692632
- 水彩画プロの裏ワザ　奥津国道日本を描く- 山のある風景　講談社　2007年5月22日　ISBN 978-4062692670
- 水彩画プロの裏ワザ　奥津国道日本を描く - 水辺の風景　講談社　2008年４月22日　ISBN 978-4062692724

その他の著作
- スケッチブックをもって旅に出よう 講談社　2000年4月14日　ISBN 978-4062683371

画集
- 奥津国道作品集 フランス水彩風景画紀行　2009年2月25日　ISBN 978-4062152198